# (6427) 1995 FY
A (6427) 1995 FY a Naprendszer kisbolygóövében található aszteroida. Ueda Szeidzsi és Kaneda Hirosi fedezte fel 1995. március 28-án.